# الطلال (المحويت)

تعديل مصدري - تعديل

الطلال هي إحدى قرى عزلة الغربي الاسفل بمديرية المحويت التابعة لمحافظة المحويت، بلغ تعداد سكانها 269 نسمة حسب تعداد اليمن لعام 2004.